# Кантагалли, Улисс
Улисс Кантагалли (итал. Ulisse Cantagalli; 1839, Флоренция — 1901, Каир) — итальянский художник периода историзма и мастер-керамист из Флоренции, Тоскана.

## История
Улисс родился в семье потомственных итальянских гончаров, «говорящая фамилия» Кантагалли («Поющий петушок»), возможно, связана с родовым прозванием мастеров. Изображение петушка стало семейным гербом и торговой маркой предприятия. Однако неясно, были ли первые Кантагалли производителями или только торговцами. Установлено, что мастера семьи Кантагалли были хорошо известны в Импрунете (город к югу от Флоренции) как «печники», владельцы земли и недвижимости, а к началу XVIII века фабрика Кантагалли производила керамику во Флоренции.
Второй из четырёх братьев и сестер, Улисс родился в 1839 году и рос, наслаждаясь привилегированным образом жизни до 1848 года, когда его отец был объявлен банкротом и, потрясённый поворотом судьбы, покончил жизнь самоубийством. Его мать, Флавия Франчески, продолжала вести семейное дело. Улисс ещё в молодости решил восстановить репутацию семьи. Он оказался амбициозным, талантливым человеком. В 1878 году братья Улисс и Ромео приобрели гончарную фабрику во Флоренции и начали торговать под маркой «Мануфактура сыновей Джузеппе Кантагалли» (Manifattura Figli di Giuseppe Cantagalli).
В том же году Улисс встретил Маргарет Тод, шотландскую девушку, которая зашла в его магазин во Флоренции. Маргарет Тод и Улисс Кантагалли поженились в римско-католическом соборе Святой Марии в Эдинбурге 31 августа 1880 года при участии брата Улисса Ромео и брата Маргарет Роберта в качестве свидетелей. Их брак установил постоянную связь между двумя городами — Эдинбургом и Флоренцией.
Успех семейного предприятия основывался на интуитивном понимании того, что итальянская керамика достигла пика художественного качества в эпоху итальянского Возрождения, и что многие покупатели, привлечённые исторической славой Флоренции, будут заинтересованы в приобретении изделий традиционной майолики. К 1895 году «Manifattura Cantagalli» была известна во всей Европе, в ней числилось около ста двадцати работников, а каталог изделий включал 1069 номеров. Продукция «кантагалли» стала ценным предметом коллекционирования, прославившимся по всей Европе, особенно в Великобритании.
Улисс Кантагалли не переставал искать новые образцы форм и декора в Италии и за рубежом. В 1892 году он посетил фабрику Асулехос в Севилье, а оттуда отправился в Танжер. В 1901 году он отправился искать вдохновения в Египет, где заболел и 29 марта 1901 года скончался в Каире.
Maнуфактура продолжала действовать под руководством Маргарет Кантагалли, жены Улисса. После смерти Маргарет в 1930 году руководство взяла на себя её дочь Флавия. Однако её попытка оторваться от приверженности компании традициям не увенчалась успехом, и в 1950-х годах фабрика была окончательно закрыта.

## «Керамика Кантагалли»
Улисс Кантагалли осознавал, что в начале 1870-х годов в период позднего историзма накануне эпохи модерна открываются новые возможности для производства высококачественной итальянской майолики. Он намеревался подражать произведениям раннего итальянского Возрождения, но не в качестве подделок, а методом искусной стилизации. Он оборудовал свою фабрику для производства майолики, высшего выражения керамического искусства эпохи Возрождения, и начал подбирать талантливых мастеров, основав школу, целью которой было обучение искусству майолики лучших работников.
Одновременно он изучал собрания художественных галерей, музеев и частных коллекций в поисках редких образцов майолики эпохи Возрождения, служивших ему образцами для вдохновения. Когда он находил подходящее произведение, он делал рисунок пастелью и темперой. Сохранился альбом таких рисунков. Во многом Кантагалли полагался на спрос со стороны заезжих собирателей и аристократов Гран-тура. Историк Шейла Форбс в статье о жизни и творчестве Кантагалли отмечала, что в 1870-х годах «влияние английских путешественников и коллекционеров было настолько сильным, что Флоренцию называли „славной английской Флоренцией“ — термин, поддерживаемый такими крупными коллекционерами, как Фредерик Стибберт, и Г. П. Хорн, которые жили во Флоренции, а также другими ценителями, например, лордом Кармайклом, страстным коллекционером изделий Кантагалли».
Продукцию Улисса Кантагалли называли «роббианой» (по фамилии знаменитых мастеров эпохи Возрождения семьи делла Роббиа. Кантагалли украсил майоликой дом Стибберта во Флоренции, ныне музей, а также интерьеры Палаццо Питти круглыми вставками из цветной майолики — «тонди» в стиле Делла Роббиа. Он также выпускал изделия в исламском и мавританском стилях. Кантагалли поддерживал тесные профессиональные и дружеские отношения с Джоном Рёскином, Уильямом Моррисом, Уильямом Де Морганом. В поздних работах Кантагалли заметны элементы орнаментики стиля ар-нуво.
- Блюдо с гротесками
- Mадонна с Младенцем. Подражание майолике делла Роббиа. Ок. 1890
- Ваза с дельфинами
- Тарель в турецком стиле
- Канделябры в турецком стиле. Ок. 1880
- Табернакль “Святой Георгий”. Вилла Стибберта, Флоренция
- Тондо. Ротонда парка виллы Стибберта, Флоренция
- Неофициальный герб Генуэзской республики. Тондо фасада здания почты, Флоренция
- Герб Венецианской республики. Тондо фасада здания почты, Флоренция